# Xochistlahuaca
Xochistlahuaca là một đô thị thuộc bang Guerrero, México. Năm 2005, dân số của đô thị này là 25180 người.